# اشنوگل
اشنوگل فیلمی به کارگردانی علی سلیمانی و هادی حاجتمند، نویسندگی ابراهیم اصغری و مهدی محمدی و تهیه‌کنندگی ابراهیم اصغری ساخته سال ۱۳۹۵ است.
این فیلم در تاریخ ۱ آذر ۱۳۹۶ در سینماهای ایران اکران شده‌است.

## خلاصه داستان
یونس به عنوان فرمانده گردان غواصان سه شب قبل از عملیات در حالی که در صدد حفر تونلی در منطقه عملیاتی بوده، مفقودالاثر شده‌است. حالا پس از سی سال اطلاعاتی به دست می‌آید که نشان می‌دهد احتمالاً یونس زنده است.

## بازیگران
- برزو ارجمند
- ماه‌چهره خلیلی
- کاوه سماک‌باشی
- رحیم نوروزی
- آزیتا ترکاشوند
- هاشم مسعودی
- محمدرضا اربابی
- مصطفی نصیری
- مهدی آفتابی